# Administrativní dělení Anglie
V Anglii existuje v současnosti různorodý systém členění správních celků (viz rámeček na konci tohoto článku). V některých částech země se uplatňuje čtyřstupňový systém správního členění, ale například Velký Londýn je ze správního hlediska jak regionem, tak i samostatným správním obvodem.

## Regiony
Nejvyšší stupeň správních jednotek představují v Anglii regiony, jichž je celkem devět. Výrazně se mezi sebou liší v rozloze i počtu obyvatel. Každý region zahrnuje jeden nebo více celků na úrovni hrabství. Regiony vznikly roku 1994. Přestože mají všechny stejné postavení, je Londýn jediným regionem, který má volenou samosprávu.
| Typ     | Vytvořeno | Počet | Jednotky |
| ------- | --------- | ----- | --- |
| Regiony | 1994      | 9     | East Midlands, Východní Anglie, Velký Londýn, Severovýchodní Anglie, Severozápadní Anglie, Jihovýchodní Anglie, Jihozápadní Anglie, West Midlands, Yorkshire a Humber |

## Hrabství

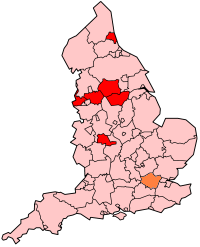
Nemetropolitní hrabství a nemetropolitní distrikty růžově, metropolitní hrabství červeně, a Velký Londýn oranžově

Pro administrativní účely se území Anglie člení na dvoustupňové a jednoúrovňové správní celky. Nejvyšším stupněm ve dvouúrovňové struktuře jsou hrabství. Z hlediska správního členění existují dva typy hrabství metropolitní hrabství a nemetropolitní hrabství. Tyto celky však nepokrývají celé území Anglie, neboť na zbytku jejího území existují správní jednotky obecně označované jako unitary authority (viz níže).
Ačkoli metropolitní hrabství stále formálně existují, větší část jejich pravomocí byla postupně přesunuta na metropolitní distrikty, na něž se člení. Nyní však tyto distrikty představují v podstatě samostatné správní celky, zatímco správní orgány metropolitních hrabství již neexistují.
Pro jiné než administrativní účely je Anglie rozdělena na ceremoniální hrabství a poštovní hrabství. Podrobněji viz článek anglická hrabství.
| Typ                     | Vytvořeno | Počet | Jednotky |
| ----------------------- | --------- | ----- | --- |
| Metropolitní hrabství   | 1974      | 6     | Velký Manchester, Merseyside, South Yorkshire, Tyne a Wear, West Midlands, West Yorkshire |
| Nemetropolitní hrabství | 1974      | 35    | Bedfordshire, Berkshire (bez rady hrabství), Buckinghamshire, Cambridgeshire, Cheshire, Cornwall, Cumbria, Derbyshire, Devon, Dorset, Durham, East Sussex, Essex, Gloucestershire, Hampshire, Hertfordshire, Kent, Lancashire, Leicestershire, Lincolnshire, Norfolk, Northamptonshire, Northumberland, North Yorkshire, Nottinghamshire, Oxfordshire, Shropshire, Somerset, Staffordshire, Suffolk, Surrey, Warwickshire, West Sussex, Wiltshire, Worcestershire |
| Administrativní obvod   | 1965      | 1     | Velký Londýn |

## Distrikty
Nejnižší úrovní samosprávy ve dvoustupňovém uspořádání jsou distrikty. Jsou podřízené hrabstvím a dělí se na metropolitní distrikty a nemetropolitní distrikty.
Metropolitní distrikty fakticky tvoří samostatné správní celky, protože vliv metropolitních hrabství je minimální. Londýnské městské obvody a City jsou také ve skutečnosti samostatnými správními celky, i když správní orgán Velkého Londýna Greater London Authority si zachoval určitou část pravomocí.

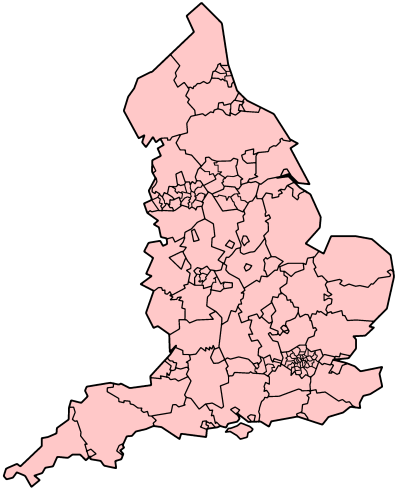
Metropolitní distrikty, Londýnské městské obvody a Unitary authority,(ostatní oblasti představují nemetropolitní hrabství)

| Typ                                                      | Vytvořeno     | Počet | Jednotky |
| -------------------------------------------------------- | ------------- | ----- | --- |
| Metropolitní distrikty (v rámci metropolitních hrabství) | 1974          | 36    | Velký Manchester: Bolton, Bury, Manchester, Oldham, Rochdale, Salford, Stockport, Tameside, Trafford, Wigan Merseyside: Knowsley, Liverpool, Sefton, St Helens, Wirral South Yorkshire: Barnsley, Doncaster, Rotherham, Sheffield Tyne a Wear: Gateshead, Newcastle upon Tyne, North Tyneside, South Tyneside, Sunderland West Midlands: Birmingham, Coventry, Dudley , Sandwell, Solihull, Walsall, Wolverhampton West Yorkshire: Bradford, Calderdale, Kirklees, Leeds, Wakefield |
| Nemetropolitní distrikty                                 | 1974          | 284   | viz článek Anglické nemetropolitní distrikty |
| Londýnské městské obvody (v rámci Velkého Londýna)       | 1965          | 32    | Barking a Dagenham, Barnet, Bexley, Brent, Bromley, Camden, Croydon, Ealing, Enfield, Greenwich, Hackney, Hammersmith a Fulham, Haringey, Harrow, Havering, Hillingdon, Hounslow, Islington, Kensington a Chelsea, Kingston, Lambeth, Lewisham, Merton, Newham, Redbridge, Richmond, Southwark, Sutton, Tower Hamlets, Waltham Forest, Wandsworth, Westminster |
| Sui generis                                              | ve středověku | 1     | City včetně Inner Temple a Middle Temple |

## Unitary authority
Některé oblasti, převážně v okolí velkých měst, nejsou součástí dvouúrovňového systému samosprávy (hrabství: distrikt), ale spadají pod pravomoc jednoho správního orgánu. Používá se pro ně neoficiální termín unitary authority. Vznikla od roku 1995 především z distriktů, které byly vyčleněny z hrabství. Zvláštností je Isle of Wight, který byl vytvořen z rady hrabství, jehož distrikty byly zrušeny.
Všechny distrikty hrabství Berkshire jsou nyní unitary authority celky, ačkoli Berkshire jako hrabství stále existuje, přestože rada tohoto hrabství byla zrušena. Na ostrovech Isles of Scilly působí místní sui generis správní orgán, Rada Isles of Scilly, která je obdobou orgánů Unitary authority celků v ostatních částech Anglie. Metropolitní distrikty a City jsou ve skutečnosti unitary authority celky ve smyslu samostatných správních celků, ačkoli jsou zařazeny ve dvouúrovňové samosprávní struktuře.
| Typ                                     | Vytvořeno | Počet | Jednotky |
| --------------------------------------- | --------- | ----- | --- |
| Unitary authority vytvořená z distriktů | 1995      | 45    | Bath a North East Somerset, Blackburn a Darwen, Blackpool, Bournemouth, , Bracknell Forest, Brighton a Hove, Bristol, Derby, Darlington, East Riding of Yorkshire, Halton, Hartlepool, Herefordshire, Kingston upon Hull, Leicester, Luton, Medway, Middlesbrough, Milton Keynes, North East Lincolnshire, North Lincolnshire, North Somerset, Nottingham, Peterborough, Plymouth, Poole, Portsmouth, Reading, Redcar a Cleveland, Rutland, Slough, Southampton, Southend-on-Sea, South Gloucestershire, Stockton-on-Tees, Stoke-on-Trent, Swindon, , Telford a Wrekin, Thurrock, Torbay, Warrington, West Berkshire, Windsor and Maidenhead, Wokingham, York |
| Unitary authority vytvořená z hrabství  | 1995      | 1     | Isle of Wight |
| Sui generis                             | 1890      | 1     | Isles of Scilly |

## Obce
V Anglii se pro obce používá oficiální termín "civilní farnost" (civil parish), odvozený z historické podstaty těchto územně správních jednotek jako původně církevních celků Anglikánské církve, jimiž jsou farnosti. V Anglii obce tvoří nejnižší úroveň místní samosprávy. Londýn není rozdělen na jednotlivé obce, ale z hlediska samosprávy se skládá z městských obvodů. Ne všechny části Anglie jsou na nejnižší úrovni rozděleny na úrovni správy na obce, i když počet obcí s vlastní samosprávou stoupá.